# Irina Spîrlea
Irina Spîrlea (Bucareste, 26 de Março de 1974) é uma ex-tenista profissional romena.

## WTA Tour Finals

### Simples: 10 (4–6)
| Legenda                                |
| -------------------------------------- |
| Grand Slam (0–0)                       |
| WTA Tour (0–0)                         |
| Tier I (0–2)                           |
| Tier II (1–0)                          |
| Tier III, IV & V / International (3–4) |

| Títulos por Piso |
| ---------------- |
| Duro (0–2)       |
| Grama (0–0)      |
| Saibro (4–3)     |
| Carpete (0–1)    |

| Resultado | N. | Data             | Torneio            | Piso        | Oponente                | Placar             |
| --------- | -- | ---------------- | ------------------ | ----------- | ----------------------- | ------------------ |
| Vice      | 1. | 27 Setembro 1993 | Sapporo            | Carpete (I) | Linda Wild              | 4–6, 3–6           |
| Vice      | 2. | 25 Abril 1994    | WTA de Taranto     | Saibro      | Julie Halard-Decugis    | 2–6, 3–6           |
| Campeã    | 1. | 4 Julho 1994     | Palermo            | Saibro      | Brenda Schultz-McCarthy | 6–4, 1–6, 7–6(7–5) |
| Vice      | 3. | 2 Janeiro 1995   | Jakarta            | Duro        | Sabine Hack             | 6–2, 6–7(6–8), 4–6 |
| Campeã    | 2. | 10 Julho 1995    | Palermo            | Saibro      | Sabine Hack             | 7–6(7–1), 6–2      |
| Campeã    | 3. | 8 Abril 1996     | Amelia Island      | Saibro      | Mary Pierce             | 6–7(7–9), 6–4, 6–3 |
| Vice      | 4. | 3 Março 1997     | Indian Wells       | Duro        | Lindsay Davenport       | 2–6, 1–6           |
| Vice      | 5. | 30 Março 1998    | Hilton Head Island | Saibro      | Amanda Coetzer          | 3–6, 4–6           |
| Campeã    | 4. | 18 Maio 1998     | Strasbourg         | Saibro      | Julie Halard-Decugis    | 7–6(7–5), 6–3      |
| Vice      | 6. | 19 Abril 1999    | Cairo              | Saibro      | Arantxa Sánchez Vicario | 1–6, 0–6           |

### Duplas: 13 (6–7)
| Legenda                                |
| -------------------------------------- |
| Grand Slam (0–0)                       |
| WTA Tour (0–0)                         |
| Tier I (1–1)                           |
| Tier II (2–2)                          |
| Tier III, IV & V / International (3–4) |

| Títulos por Piso |
| ---------------- |
| Duro (1–1)       |
| Grama (0–0)      |
| Saibro (2–3)     |
| Carpete (3–3)    |

| Resultado | N. | Data              | Torneio        | Piso        | Parceira                | Oponentes                                  | Placar             |
| --------- | -- | ----------------- | -------------- | ----------- | ----------------------- | ------------------------------------------ | ------------------ |
| Campeã    | 1. | 25 Abril 1994     | WTA de Taranto | Saibro      | Noëlle van Lottum       | Sandra Cecchini Isabelle Demongeot         | 6–3, 2–6, 6–1      |
| Campeã    | 2. | 2 Janeiro 1995    | Jakarta        | Duro        | Claudia Porwik          | Laurence Courtois Nancy Feber              | 6–2, 6–3           |
| Vice      | 1  | 24 Abril 1995     | Zagreb         | Saibro      | Laura Golarsa           | Mercedes Paz Rene Simpson                  | 5–7, 2–6           |
| Vice      | 2. | 29 Janeiro 1996   | Tokyo          | Carpete (I) | Mariaan de Swardt       | Gigi Fernández Natasha Zvereva             | 6–7(7–9), 3–6      |
| Campeã    | 3. | 6 Maio 1996       | Roma           | Saibro      | Arantxa Sánchez Vicario | Gigi Fernández Martina Hingis              | 6–4, 3–6, 6–3      |
| Vice      | 3. | 4 Novembro 1996   | Oakland        | Carpete (I) | Nathalie Tauziat        | Lindsay Davenport Mary Joe Fernández       | 1–6, 3–6           |
| Vice      | 4. | 19 Maio 1997      | WTA de Madrid  | Saibro      | Inés Gorrochategui      | Mary Joe Fernández Arantxa Sánchez Vicario | 3–6, 2–6           |
| Vice      | 5. | 2 Novembro 1998   | Leipzig        | Carpete (I) | Manon Bollegraf         | Elena Likhovtseva Ai Sugiyama              | 3–6, 7–6(7–2), 1–6 |
| Vice      | 6. | 4 Janeiro 1999    | Gold Coast     | Duro        | Kristine Kunce          | Corina Morariu Larisa Neiland              | 3–6, 3–6           |
| Campeã    | 4. | 22 Fevereiro 1999 | Paris          | Carpete (I) | Caroline Vis            | Elena Likhovtseva Ai Sugiyama              | 7–5, 3–6, 6–3      |
| Vice      | 7. | 19 Abril 1999     | Cairo          | Saibro      | Caroline Vis            | Laurence Courtois Arantxa Sánchez Vicario  | 7–5, 1–6, 6–7(7–9) |
| Campeã    | 5. | 20 Setembro 1999  | Luxembourg     | Carpete (I) | Caroline Vis            | Tina Križan Katarina Srebotnik             | 6–1, 6–2           |
| Campeã    | 6. | 25 Outubro 1999   | Linz           | Carpete (I) | Caroline Vis            | Tina Križan Larisa Neiland                 | 6–4, 6–3           |